# Chthonius ventalloi cazorlensis
Chthonius ventalloi cazorlensis es una subespecie de arácnido  del orden Pseudoscorpionida de la familia Chthoniidae.

## Distribución geográfica
Se encuentra en España.